# Toyota Camry Solara
Der Toyota Camry Solara, auch Toyota Solara genannt, war ein als Coupé oder Cabriolet angebotenes Fahrzeug der oberen Mittelklasse, das von Toyota zwischen Sommer 1998 und Mitte 2009 hergestellt wurde.
Der Camry Solara war für Kunden gedacht, die es sportlicher wünschten als die Käufer der Camry-Limousine, und verband sportliches Aussehen mit praktischem Ladevolumen. Alle Modelle sind nur als „Solara“ beschriftet, während der Name „Camry“ im Zusammenhang mit diesem Wagen eher selten gebraucht wird.
Vor Erscheinen des Camry Solara gab es die zweitürige Version des Camry nur als „Camry Coupé“. Es wurde der Modellpalette im Frühjahr 1994 hinzugefügt, um den Konkurrenten wie z. B. dem Honda Accord Paroli bieten zu können. Nachdem das Camry Coupé aber nicht so erfolgreich wie die Limousine war, wurde die Produktion Mitte 1997 eingestellt.
Im Herbst 1998 brachte Toyota den Camry Solara heraus, um erneut mit anderen Coupés auf dem Markt zu konkurrieren. Anders als bei den Limousinen- und Coupéversionen des Honda Accord, die immer zur selben Zeit überarbeitet wurden, blieb die Entwicklung des Solara stets um einige Jahre hinter der der Camry-Limousine zurück. Anstatt der Limousine der vierten Generation zu entsprechen, zeigte der Solara ein eigenes Styling mit geschwungener Dachlinie, weit eingezogenen Seiten und eigenem Front- und Heckdesign. Die zweite Generation, die auf der Limousine der fünften Generation basierte, kam erst im Sommer 2004 heraus.
Als von der Camry Limousine gegen Ende 2006 die sechste Generation präsentiert wurde, gab es keine weiteren Pläne für eine Überarbeitung des Camry Solara, da dieser sich schlechter verkaufte als erwartet.

## Camry Coupé (1994–1997)
Siehe Toyota Camry (XV20, 1996–2001)

## Camry Solara (1998–2003)
Die erste Generation des Camry Solara – auch Toyota Mark V genannt – wurde im Herbst 1998 präsentiert und ersetzte das Camry-Coupé. Es basierte auf der früheren Generation des Camry und wurde bei Toyota Manufacturing Canada (TMMC) in Cambridge (Ontario) gebaut. Dieses Modell hatte einen 2,2-l-R4-Motor, Typ 5S-FE, mit 135 PS (101 kW) Leistung und einem Drehmoment von 199 Nm bei 4.400 min−1 oder einen 3,0-l-V6-Motor, Typ 1MZ-FE, der 200 PS (149 kW) bei 5.200 min−1 leistete und ein Drehmoment von 290 Nm bei 4.400 min−1 erreichte. In 7,1 Sekunden beschleunigte er von 0–100 km/h. Beide Motoren entsprechen der vierten Camry-Generation, wurde aber etwas überarbeitet, sodass sie etwa 2 PS bzw. 6 PS mehr Leistung boten.
Der Toyota Camry Solara war auch das erste Fahrzeug in der Toyota-Modellpalette, das entsprechend der Partnerschaft zwischen Toyota und JBL Professional von 1997 eine Premium-Stereoanlage mit CD-Spieler und Kassettendeck bekam. Die SE-Modelle hatten serienmäßig 15-Zoll-Stahlfelgen mit Achskappen. Auf Wunsch waren auch 15-Zoll-Alufelgen erhältlich. Das Sportpaket umfasste auch eine neu abgestimmte Radaufhängung, ein mit perforiertem Leder bezogenes Lenkrad, achtfach einstellbare, mit perforiertem Leder bezogene Sitze, 16-Zoll-Alufelgen, eine neu abgestimmte Lenkung, eine geringfügig veränderte Chromausstattung und einen Heckspoiler.
Im Jahr 2000 kam das Cabriolet in SE- und SLE-Ausstattung dazu, und alle JBL-Stereoanlagen wurden mit 6-fach-CD-Wechsler und Kassettendeck geliefert.

### Modellpflege
Der Camry Solara wurde Ende 2001 überarbeitet, wobei der Kühlergrill, die Heckleuchten, und die Scheinwerfer geändert wurden. Letztere hatten nun vier anstatt zwei Glühbirnen. Es gab ein Chrom-Logo auf dem Lenkrad (anstatt der bisherigen Einprägung) und kleinere Nebelleuchten. Für den Kofferraum stand nun eine Fernbedienung zur Verfügung, und die Holzoberflächen zeigten Mustard Wood anstatt Oxford Burlwood. Es gab auch neue Sonderausstattungen und Sonderausstattungspakete, wie zum Beispiel heizbare Ledersitze oder ein Stylingpaket, das ein Dreispeichenlenkrad, einen Schalthebelknopf aus Leder, Embleme in Black Pearl und andere Achskappen umfasste.
Der 2,2-l-Reihen-Vierzylindermotor wurde durch einen mit 2,4 l Hubraum (Typ 2AZ-FE) ersetzt, der gleichzeitig auch für die überarbeitete Camry-Limousine angeboten wurde. Diese neue Maschine wählte man, weil sie bei gleichem Benzinverbrauch wie ihr Vorgänger mehr Leistung durch Einsatz der variablen Ventilsteuerung (VVTi) bot, eine gleichzeitig leistungssteigernde und emissionssenkende Technologie. Die neuen Motorwerte waren: 157 PS (117 kW) Leistung bei 5.600 min−1 und ein Drehmoment von 220 Nm bei 4.000 min−1 – 22 PS (16 kW) mehr als beim Vorgänger.

## Camry Solara (2004–2009)
Die zweite Generation des Camry Solara war gegenüber der ersten komplett überarbeitet worden. Sie wurde im Sommer 2004 eingeführt und verfügte über eine rundere Karosserie. Als Sonderausstattung war ein XM-Radio und/oder ein GPS-Navigationssystem erhältlich.
Die Wagen der zweiten Generation, die auf der Limousine der sechsten Generation basierten, waren schwerer als die der Generation 1,5. Der Vierzylindermotor wurde vom Vorgänger übernommen und es gab einen neuen, größeren 3,3-l-V6-Motor, der 225 PS (168 kW) bei 5.600 min−1, ein Drehmoment von 325 Nm bei 3.600 min−1 besaß und in 6,9 Sekunden von 0–100 km/h beschleunigte. Der Besteller eines Vierzylindermodells hatte die Auswahl zwischen einem manuellen Fünfganggetriebe und einer vierstufigen Automatik, während das Sechszylindermodell immer mit einem fünfstufigen Automatikgetriebe ausgestattet war. Beide Motoren hatten Toyotas variable Ventilsteuerung VVTi.
Die Produktion des Solara wurde für die zweite Generation zur Toyota Motor Manufacturing Kentucky (TMMK) verlegt.
Anfang 2006 entfiel die Vierstufen-Automatik für das Vierzylindermodell zu Gunsten der fünfstufigen MMT-Automatik.

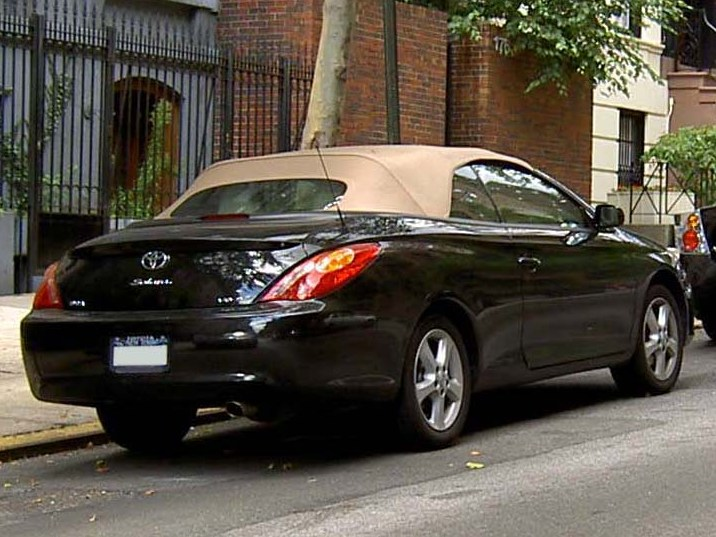
Heckansicht
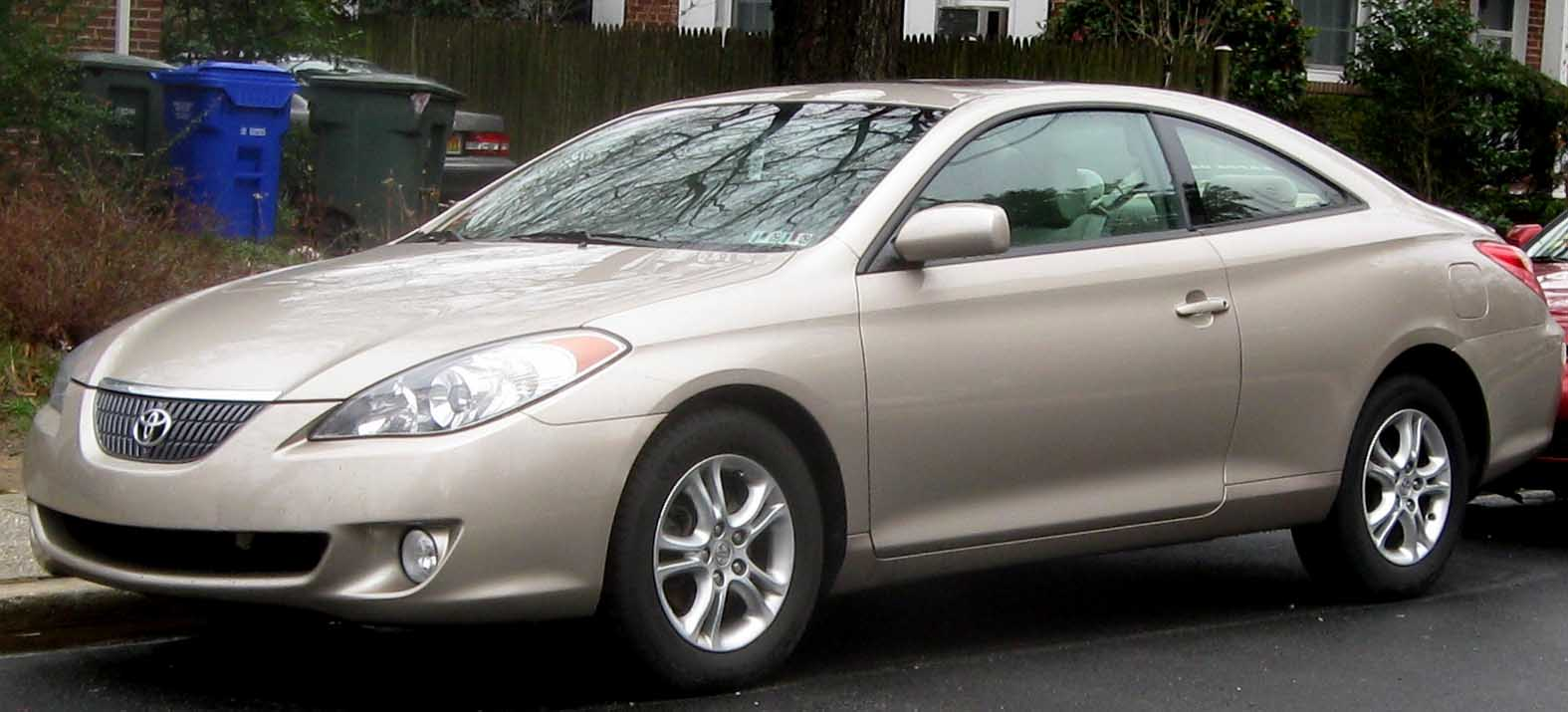
Toyota Camry Solara Coupé (2004–2006)

### Modellpflege
Ab Juni 2006 wurde der überarbeitete Solara verkauft.
Die Bezeichnung „Solara“ am Heck des Wagens stand dort nun in geraden Großbuchstaben anstatt der vorherigen kursiven Bezeichnung. Am Solara SE gab es LED-Rückleuchten, serienmäßig Spoiler bei allen Ausstattungslinien und die Rückscheinwerfer waren in den hinteren Stoßfänger gewandert.

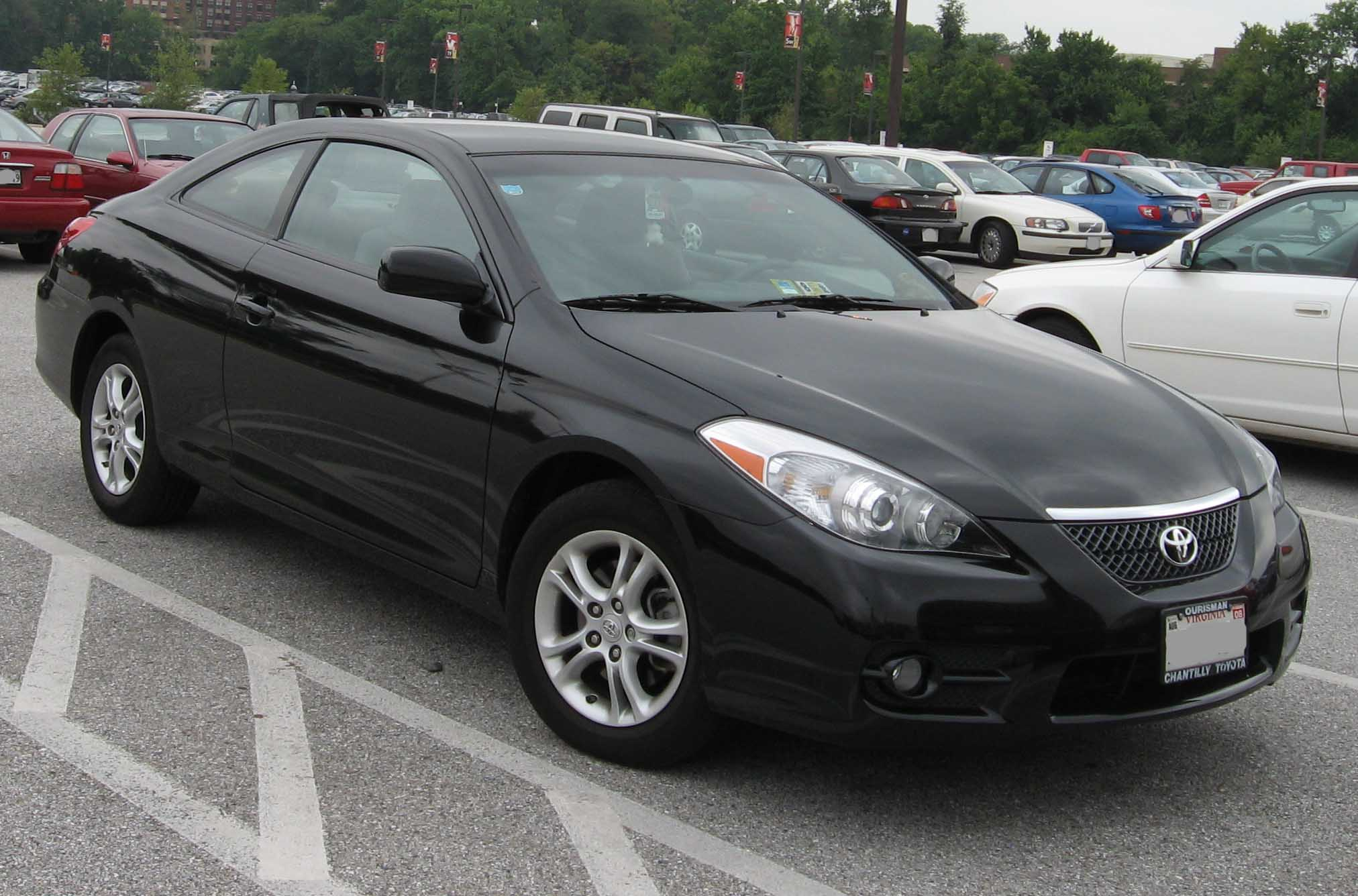
Toyota Camry Solara Coupé (2006–2008)

Es gab auch ein Modell namens SE Sport, das sich durch einen anderen Spoiler, merklichen Veränderungen an der Fahrzeugfront (wie kleineren Nebelleuchten), neue Bezeichnungsschilder und leicht abgeänderte Scheinwerfer und Kühlergrill von den anderen Linien unterschied. Die Veränderungen im Innenraum umfassten Instrumente von Optitron, blaue Instrumentenbeleuchtung, ein neues Lenkrad, das dem kürzlich überarbeiteten Lenkrad des Camry SE ähnlich sah, einen anderen Gangschaltungshebel, einen CD-Spieler für MP3 und WMA und Anschlussmöglichkeit für externe Audiogeräte wie iPod, Zen, Kassette, Bluetooth-Kompatibilität sowie sprachgesteuerte Navigation beim V6-SLE-Modell. Mit diesen Verbesserungen und Zusatzausstattungen war der Solara eines der preiswertesten Autos.
Die beiden Motoren des Vorgängers wurden unverändert weiter eingebaut. Nach den neuen SAE-Richtlinien zur Leistungsmessung hatte das Vierzylindermodell nun 155 PS (116 kW) Leistung und 214 Nm Drehmoment, das V6-Modell wurde mit 210 PS (157 kW) Leistung und 298 Nm Drehmoment angegeben. Der Solara war damit jedoch schwächer motorisiert als die vergleichbare Camry-Limousine.
Ende 2008 wurde die Fertigung des Solara Coupé eingestellt. Das Cabriolet, das größere Stückzahlen als das Coupé erzielte, sollte zunächst weitergebaut werden. Im Juni 2009 allerdings kündigte Toyota an, dass auch die Fertigung des Cabriolets eingestellt werde.

## Gebrauch des Modellnamens
Der Name Solara wurde vorher für einen PKW des PSA-Konzerns, den Talbot Solara, ein Stufenheckmodell der Kombilimousine Simca 1307, das von Chrysler Europa vor der Übernahme durch Peugeot 1978 entwickelt wurde, genutzt. Daher blieben die Rechte für die Nutzung dieses Namens an einem Auto beim PSA-Konzern. Von Zeit zu Zeit erscheinen Sondermodelle mit Namen aus der Vergangenheit. Mitsubishi Australien verwendete diesen Namen für die mittlere Ausstattungsvariante des Modells Magna.